# 1532 a tudományban
Az 1532. év a tudományban és a technikában.

## Események
- 1532–1534 Francisco Pizarro spanyol konkvisztádor elfoglalja a perui Inka Birodalmat.